# Орден части (Грузија)
Орден части (груз. ღირსების ორდენი је државно одликовање Грузије коју додељује предсједник Грузије. Установљена одлуком Парламента Грузије 24. децембра 1992. године. Додјељује се заслужним грађанима који су учествовали у процесу стварања независне власти и који су показали самопожртвовање, херојство и активно учешће у државним активностима, одбрани, заштити јавног реда, пољопривреде, здравства, достигнућима у областима науке, образовања, културе, књижевности, умјетности и спорта. Одликовани Орденом части добијају новчану награду у износу од 30 минималних зарада.

## Изглед
Орден за заслуге је округлог облика пречника 38 милиметара. Седмокрака плетена златна звијезда лежи на сребрном пољу састављеном од кружних слојевитих облика. У средини плетенице, пречника 20 милиметара, налази се златни лист винове лозе са седмокраким сребрним обликом налик на звјездицу. Међу крајевима звијезде налази се шест сребрних зрна у облику зрна грожђа. Орден је причвршћен за носач са траком ширине 28 мм. НА средини бијеле позадинске траке налази се широка плава трака. Са обе стране плаве траке су црвене пруге ширине 2 мм.
Аутор Ордена части је графичар и умјетник Емир Бурџанадзе.